# Audi Quattro
Az Audi Quattro egy közúti- és raliautó, melyet a Volkswagen csoport részét képező német Audi gyártott, és először az 1980-as Genfi Autószalonon volt látható március 3-án.
A quattro szó olaszul „négy”-et jelent. A névvel az Audi a Quattro négykerék meghajtásos rendszerére utalt, valamint bármelyik négykerék-meghajtásos Audi modellre. A félreértések elkerülése érdekében az eredeti Quattro modellt gyakran nevezik Ur-Quattro-nak - az „Ur-” (németül „legelső” vagy „ősi”) egy augmentatív előtag, ebben az esetben azt jelenti: „eredeti”. Ugyanezt az előtagot szintén alkalmazták az első generációs Audi S4 és az Audi S6 modellekre: „Ur-S4” és „Ur-S6”.
Az Audi Quattro volt az első olyan raliautó, mely kihasználta az akkor nemrég megváltoztatott szabályok adta lehetőséget, amely lehetővé tette a négykerék-meghajtásos rendszerek használatát a versenyeken. Az elkövetkező két évben egyik versenyt nyerte a másik után. Az eredeti jármű sikerének emlékére az összes többi négykerék meghajtásos Audi rendszert „quattro” védjeggyel látták el, kis q betűvel. Az eredeti autó a nagy Q betűvel, Quattro néven jelenleg egy gyűjtői darab.
Az Audi Quattro több alkatrészét és vázának alapvető stílusát is felhasználták az Audi Coupénál, amely az Audi 80 modellsorozat tagja volt. Jellegzetesen kidomborodó kerékjáratait Martin Smith tervezte. Az Audi Quattrónak ezenkívül független hátsó és első felfüggesztése is volt.
Az Audi Quattro egy felső-középkategóriájú, kétajtós, ötszemélyes gépkocsi.

## Motor
Négyhengeres, soros elrendezésű. A furat/löket 82,5/92,8 mm, az összlökettérfogat 1984 cm³. A legnagyobb motorteljesítmény 113 LE, 5300-as fordulatszámnál. Literteljesítmény 57 LE/l. A benzin szükséges oktánszáma 95, ólommentesnek kell lennie (a gépkocsi katalizátoros). Szelepvezérlés hidraulikus. A hengerfej anyaga alumínium. Főtengely csapágyazásának száma öt. A motor hűtési módja folyadékhűtéses, mennyisége 6,5 l. A kenőolaj-feltöltés 3,5 l. A tüzelőanyag-ellátás módszere benzinbefecskendezés, típusa Bosch KE-Jetronic,gyújtása elektronikus.

## Erőátvitel
Négykerék-meghajtású, sebességváltóműve ötfokozatú automata.

## Fékrendszer
Elöl és hátul is tárcsafék. A blokkolásgátlót a Bosch gyártotta. A kéziféke mechanikus, kormányszerkezete fogasléces, a gumiabroncsok méretjelzése 175/70 HR 14.

## Alváz és kerékfelfüggesztés
Karosszériája önhordó. Mind a négy kerék felfüggesztése független, rugózásuk csavarrugóval történik, teleszkópos lengéscsillapításúak.